# エミール・ジュールダン
エミール・ジュールダン（Émile Jourdan、1860年7月30日 - 1931年12月29日）はフランスの画家である。ポール・ゴーギャンを含む多くの画家たちとともに、ブルターニュのポン＝タヴァンで活動した「ポン＝タヴァン派」の画家の一人である。

## 略歴
モルビアン県のヴァンヌに役人の息子に生まれた。パリのエコール・デ・ボザールで学んだ後、アカデミー・ジュリアンでウィリアム・アドルフ・ブグローやトニ・ロベール＝フルーリーに学んだ。友人の画家とパリにスタジオを開いたが、すぐに多くの芸術家の集まっていたポン＝タヴァンに移り、ポール・ゴーギャンを中心とした画家グループに加わった。
ポン＝タヴァンの宿屋、Pension Gloanecに滞在し、エミール・ベルナールやエルネスト・ド・シャマイヤール、シャルル・ラヴァル、アンリ・モレといった画家たちと親しくなった。
印象派のスタイルや「綜合主義」のスタイルで風景画を描いた。仲間の画家たちに比べて、人気は出なかった。1891年にPension Gloanecで働いていた19歳の娘と結婚し子供ができたが生活を維持できずに1910年に家族たちは去った。アルコール中毒となりカンペルレで没した。

## 作品

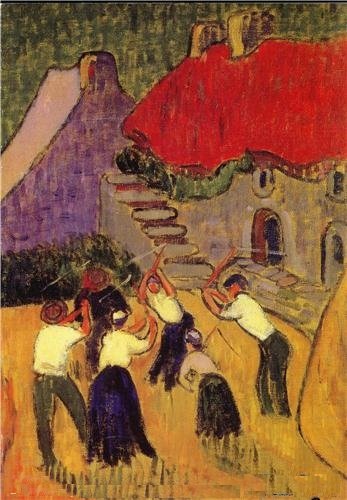
「脱穀する人々」(c.1895)
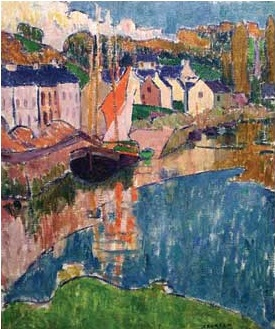
ポン＝タヴァンの港のボート(c.1900)
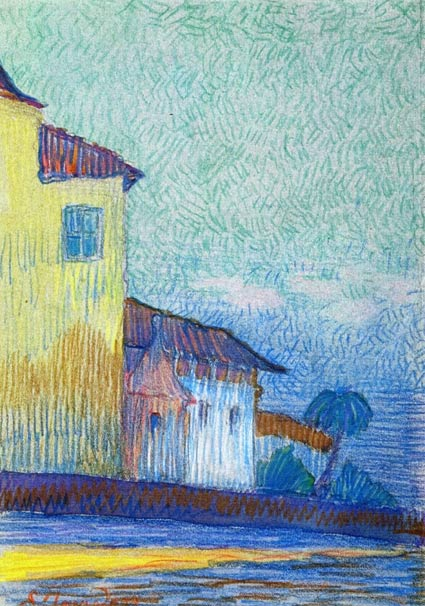
ブルターニュのヤシ
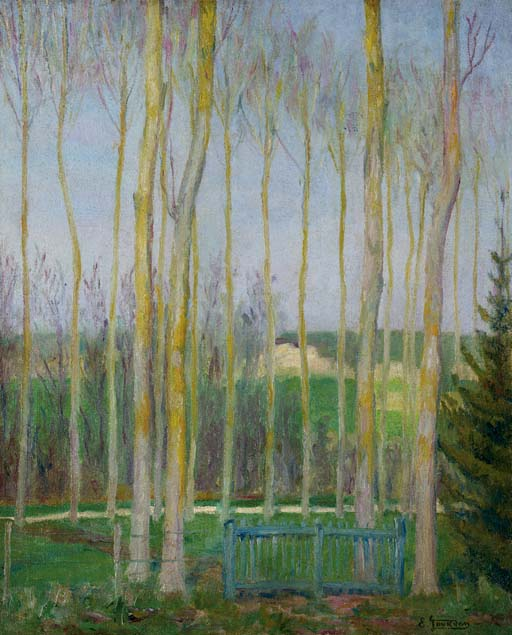
ポプラ(c.1900)

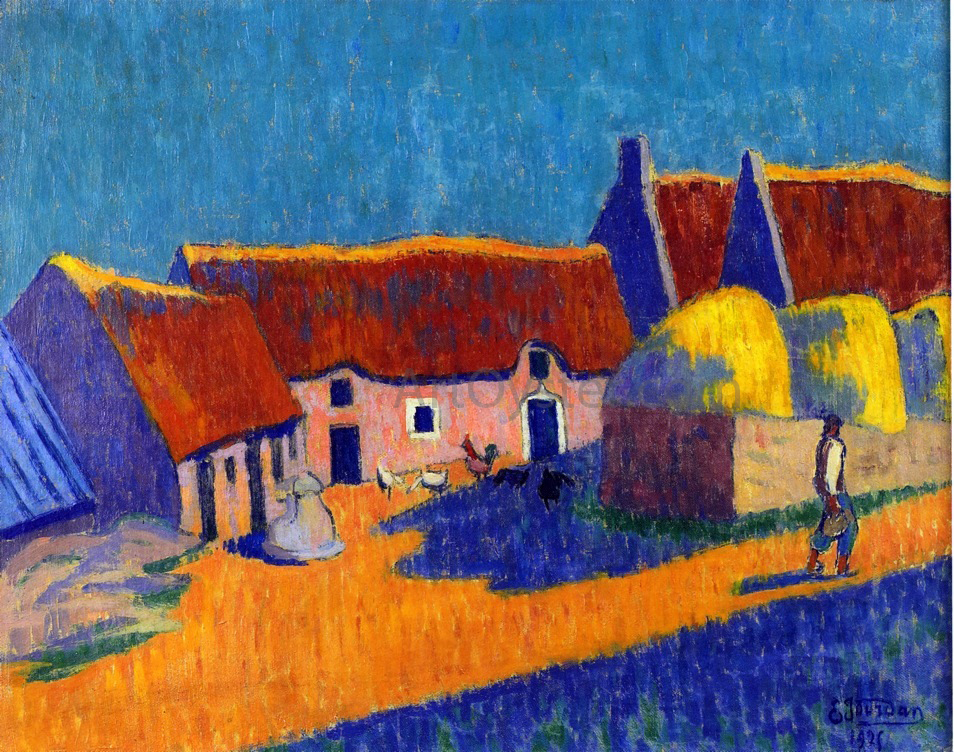
ブルターニュの村
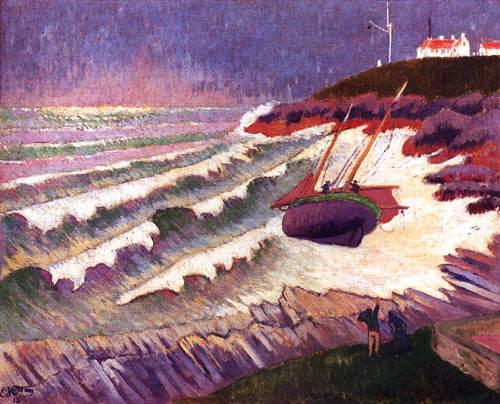
ブルターニュの海岸(c.1900)
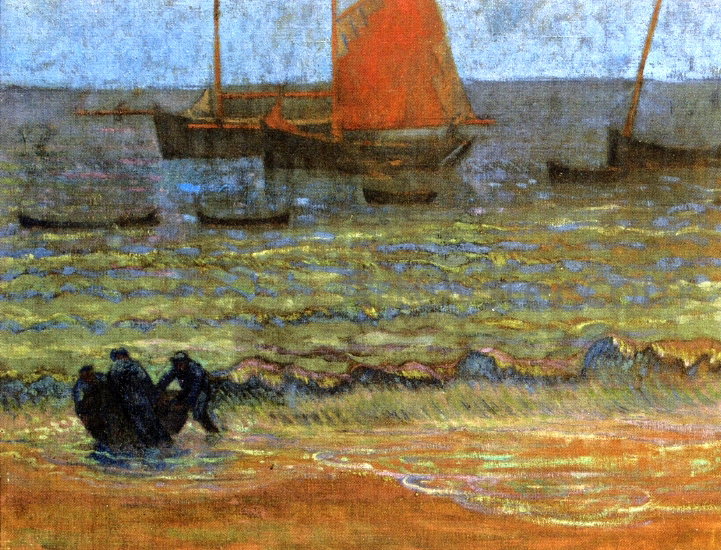
海の夕景(c.1920)
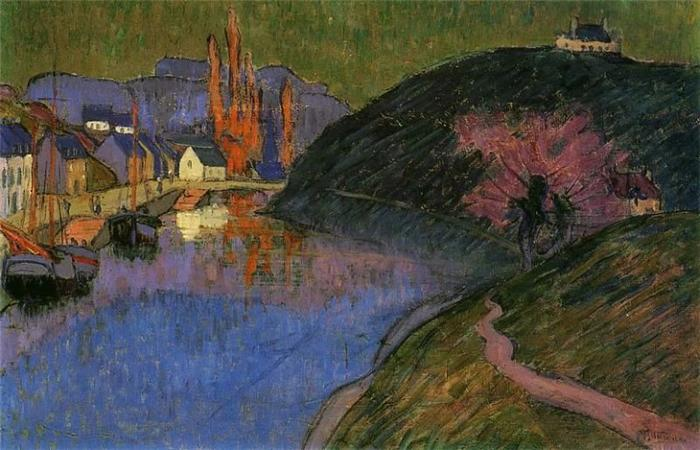
ポン＝タヴァンの港